# شريف عواد
شريف عواد (14 يناير 1966-)، ممثل مصري. 
ولد في الجيزة ،مصر وتخرج من كلية الآداب جامعة عين شمس 1987،  وخريج المعهد العالي للفنون المسرحية 1994 قسم تمثيل وإخراج.

## أعماله

### المسرحيات
| اسم المسرحية          | ملاحظة                  |
| --------------------- | ----------------------- |
| عبور وانتصار          |                         |
| غراميات عطوه أبو مطوه | مع النجم يحى الفخرانى   |
| اللمبة                |                         |
| بمالى اعمل ما بدالى   |                         |
| الام شجاعة            | مع نجمه دلال عبد العزيز |
| كيد النساء            | مع الفنانة سلوى خطاب    |
| سلطان الغلابة         | مع الفنان أحمد راتب     |

### السينما
| ألفيلم         | ملاحظة                                      |
| -------------- | ------------------------------------------- |
| كرسى في الكلوب | مع الفنانة لوسى عام 2001                    |
| كان يوم حبك    |                                             |
| السفاح         | مع النجم هانى سلامه لعام 2009 قام بدور منجى |

### أعمال الدرامية التلفزيونية
له العديد من الأعمال التلفيزيونية ومن أهمها :-
| المسلسل                        | الدور                 | ملحوظة            | العام |
| ------------------------------ | --------------------- | ----------------- | ----- |
| المواطن اكس                    | شوقى الجمل            |                   | 2011  |
| الشحرورة                       | يجسد إحسان عبد القدوس |                   | 2011  |
| أذكى غبي في العالم             |                       |                   | 2006  |
| مسسلسل العندليب                |                       |                   | 2006  |
| أشباح المدينة                  |                       |                   | 2006  |
| فريسكا                         |                       |                   | 2004  |
| حكايات زوج معاصر               |                       |                   | 2003  |
| نجوم في سماء الحضارة الإسلامية |                       |                   | 2001  |
| اللؤلؤ المنثور                 |                       |                   | 2002  |
| ألقطة العامية                  |                       |                   | 2010  |
| اوبيرا عايدة                   |                       |                   | 2000  |
| هارون الرشيد                   |                       |                   | 1997  |
| حكيات مجنونه                   |                       |                   | 1995  |
| الشهد المر                     |                       | للمخرج رائد لبيب  |       |
| السيرة الهلالية                |                       | إخراج هانى اسمعيل |       |
| مسألة كرامه                    |                       | للنجم حسن يومسف   |       |
| القاتل الذى أحبني              |                       |                   |       |